# Ji Gong

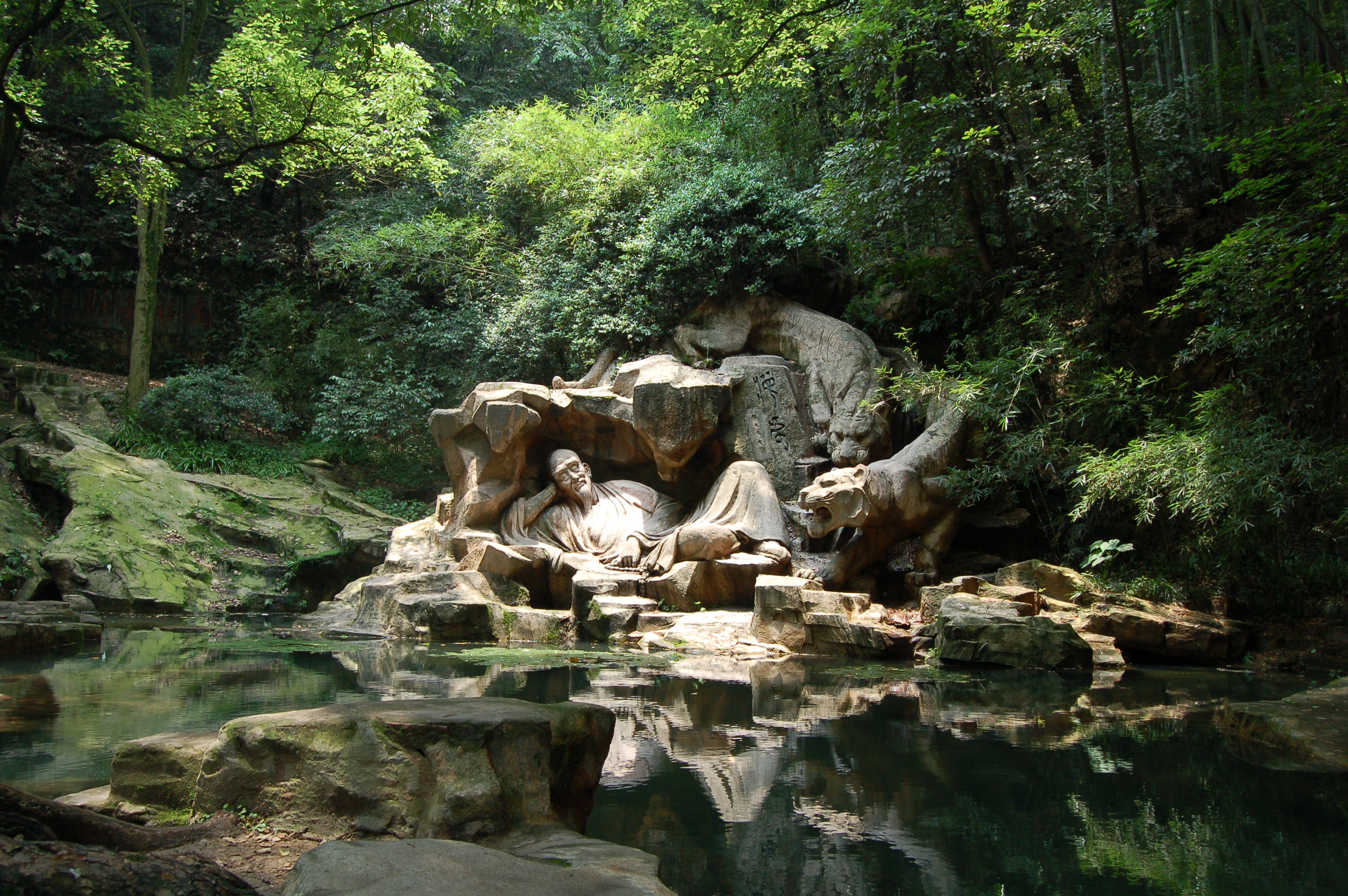
El Manantial del sueño del tigre corriendo (虎跑夢泉) en Hangzhou, lugar de enterramiento de Ji Gong

Ji Gong en chino 濟公, (China, 22 de diciembre de 1130 - 16 de mayo de 1209), nacido Li Xiuyuan y también conocido como "Maestro Chan Daoji" (chino: 道濟禪師), fue un monje budista Chan que vivió en la dinastía Song del Sur. Supuestamente poseía poderes sobrenaturales a través de prácticas taoístas, que utilizaba para ayudar a los pobres y hacer frente a la injusticia. Sin embargo, también era conocido por su comportamiento salvaje y excéntrico, que no seguía las reglas monásticas budistas al consumir alcohol y carne. En el momento de su muerte, Ji Gong se había convertido en una leyenda de la cultura china y en una deidad de la religión popular china. Los budistas lo mencionan en cuentos populares y kōans, y a veces lo invocan los oráculos para que les ayude en los asuntos mundanos.

## Historia
Originalmente llamado Li Xiuyuan, Jìgōng (济公) nació de un exasesor militar llamado Li Maochun y su esposa la señora Wang en el año 1130 (otras fuentes dicen 1148). Después de la muerte de sus padres a la edad de 18 años, Li fue enviado a Hangzhou y fue ordenado monje en el Templo Lingyin, un templo de la escuela Chán (Zen). Fue asesorado por el maestro Vinaya Huiyuan y se le dio el nombre monástico Dàojì.(道济, que podría interpretarse como "Ayudante en el Camino"). A diferencia de los monjes budistas tradicionales, a Dàojì no le gustaba seguir los códigos monásticos tradicionales. Tenía una inclinación por comer carne abiertamente y beber vino; sus túnicas a menudo estaban andrajosas y sucias de viajar de un lugar a otro, y tropezaba torpemente mientras caminaba por la embriaguez. Sin embargo, Dàojì era de buen corazón y siempre estaba dispuesto a ayudar a la gente común. A menudo trataba a los enfermos y luchaba contra la injusticia. Los monjes, desconcertados y hartos de su comportamiento, expulsaron a Dàojì del monasterio. A partir de entonces, Dàojì deambulaba por las calles y ayudaba a la gente siempre que podía.
Según la leyenda, mientras cultivaba prácticas budistas, Dàojì alcanzó poderes sobrenaturales. Muchos de los que notaron su naturaleza excéntrica pero benévola y compasiva comenzaron a pensar que él era la emanación de un bodhisattva, o la encarnación de un arhat. Fue ampliamente reconocido por la gente como la encarnación del Dragón domesticado Arhat (降龍羅漢, Xiánglóng Luóhàn), uno de los Dieciocho Arhats. Más tarde se hizo conocido como Jìgōng (济公, "el Ayudante Honorable"), un título de respeto derivado de su nombre monástico, Dàojì (道济).
Hacia el final de su vida, permaneció en el Templo Jingci y falleció el día 14 del quinto mes lunar (16 de mayo de 1209), alrededor de los 79 años (o 61 según otras crónicas). Más tarde, el taoísmo sincrético comenzó a venerar a Jìgōng como una deidad. No mucho después de eso, las instituciones budistas chinas comenzaron a reconocer sus esfuerzos compasivos y se incorporaron al budismo chino. También aparece como interlocutor en muchos kōans clásicos de la escuela Chán (Zen).
Desde al menos la década de 1869, los médiums en China han afirmado recibir textos de Jìgōng a través de la escritura espiritual , más tarde llamada Fuji (扶乩/扶箕fújī ). Estos mensajes llevaron a un mayor desarrollo del culto a Jìgōng, que fue promovido activamente por el monje Fǎlún (法輪) en el Templo Hupao (虎跑寺, Hǔpǎo Sì ) en Hangzhou , donde se encuentra la tumba de Jìgōng. Los mensajes supuestamente canalizados fueron adquiriendo paulatinamente un tono moralista, recomendando actividades caritativas y desempeñaron un papel en el establecimiento de la Sociedad de Socorro Benevolente (救濟善會, Jiùjì Shànhuì ), cuyos líderes participaron más tarde en la fundación de la Sociedad de la Cruz Roja de China .
Un nuevo movimiento budista, la Asociación Budista Tung Cheng Yuen con sede en Hong Kong (en chino, 東井圓佛會; pinyin : Dōngjǐng Yuánfú Huì ), adora a Jìgōng. Yiguandao también lo ha adoptado en su panteón de deidades, citando a Zhang Tianran , fundador contemporáneo de Yiguandao, como su reencarnación.

## Libros
Novela china Ji Gong Quan Zhuang (濟公全傳) de Guo Xiaoting (郭小亭). Las aventuras del monje loco Ji Gong: La sabiduría ebria del monje budista chan más famoso de China, Guo Xiaoting; John Robert Shaw trs., Tuttle Publishing, 2014.